# We Were the Lucky Ones
We Were the Lucky Ones är en amerikansk dramaserie som hade premiär den 28 mars 2024 på Hulu. Den är baserad på boken med samma namn av Georgia Hunter. Den dramatiserar Förintelsen från perspektivet av familjen Kurc, fiktiva polska judar inspirerade av riktiga människor.

## Handling
Före andra världskriget levde den polsk-judiska familjen Kurc framgångsrika och relativt fredliga liv i staden Radom. Deras framgång skyddade dem från den våldsamma antisemitismen i landet. När Hitlers förföljelse av Europas judar intensifieras skingras de. Vissa gömmer sig och andra hamnar i koncentrationsläger. Andra familjemedlemmar lyckades fly Europa genom att hitta en fristad i USA. När kriget tar slut försöker överlevande från familjen hitta sina eventuellt överlevande släktingar och återförenas.

## Rollista (i urval)
- Joey King som Halina Kurc
- Logan Lerman som Addy Kurc
- Henry Lloyd-Hughes som Genec Kurc
- Amit Rahav som Jakub Kurc
- Hadas Yaron som Mila Kurc